# Полозович, Сенько

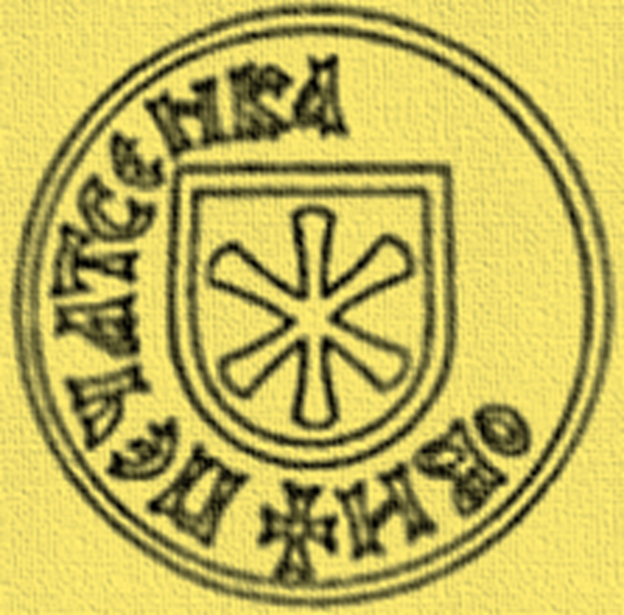
Печать Семёна Полозовича, овручского наместника

Семён Фёдорович Полоз известный, как Сенько Полозович (пол. Seńko (Semen) Połozowicz , бел. Сямён Палазовіч; ? — до 1530) — киевский ключник (1494—1495), киевский мытарь (1505), черкасский наместник (1505), овручский наместник, (речицкий староста) (1522—1529). Известен организацией казачьих отрядов и победоносных походов против крымских татар (1510—1524). Титула гетмана не имел. Успешно руководивший организацией обороны Овруцкого и Речицкого замков и окружающих деревень.

## Биография
Предположительно, уроженец Мстиславского воеводства Великого княжества Литовского.
Активный участник боёв с крымскими татарами. В 1510—1524 годах был предводителем казаков.
За победы над татарами в 1508 и 1511 годах историки называл его «славным русским воином», а Марцин Бельский — «Полозом Русаком славным казаком».
Занимался организацией казацких отрядов вместе с Кшиштофом Кмитой для борьбы против татарской агрессии. В 1524 году вместе с Кмитой возле о.Тавань на Днепре блокировал переправы крымских татар, возвращавшихся после набега на Галицию. Бои продолжались в течение недели, после окончания запасов амуниции казаки во главе с Полозовичем и Кмитой отступили. Под впечатлением от этого успеха в том же году по их инициативе на заседании государственного совета Великого княжества Литовского рассматривался вопрос о принятии казаков для несения пограничной службы за счёт государственных средств.
Хотя правительственный проект провалился из-за нехватки средств, идея охраны южного пограничья силами казаков сохранилась.
В 1526 году во главе казацкого отряда совершил нападение на границы Московского государства, разорив волости Стародубщины и Гомельщины, захватив поселения Попову Гору и Дроков. На что королю безрезультатно жаловался московский царь Василий III.
В гражданской жизни умело хозяйничал в своих имениях: в 1494 году Александр Ягеллончик пожаловал ему имение Хабне (теперь Полесское (Киевская область)), а король Сигизмунд I в 1508 году за воинские заслуги на вечные времена — Гостомляны, Ставки , Гладковичи, в 1509 году — Деречин (теперь Беларусь) и Гостомель. Ему также принадлежали: Бышев , Витачов, Бугаевка, с 1504 г. — Острогляды и Хойники.
23 ноября 1510 г. король Сигизмунд I назначил его овручским наместником.